# La Rouille
La Rouille est une nouvelle de Guy de Maupassant, parue en 1882.

## Historique
La Rouille est initialement publiée dans la revue Gil Blas du 14 septembre 1882, sous le pseudonyme Maufrigneuse, puis dans le recueil Mademoiselle Fifi.  

## Résumé
Le baron Hector Gontran de Coutelier que tout le monde appelle M. Hector, ne vit que pour la chasse. Ses seuls amis, avec qui il ne discute que de chasse, sont les Courville. Aussi est-il malheureux lorsqu'une attaque de rhumatisme le cloue au lit pour deux mois.
Isolé dans son château (malgré les visites occasionnelles des Courville), incapable de se mouvoir et donc de pratiquer son activité fétiche, il passe les pires mois de son existence. Rétabli, il prend conscience que sans la chasse, sa vie n'est rien, et craint les répercussions qu'une éventuelle rechute pourrait avoir sur son état mental. Les Courville, désirant à tout prix éviter que ces circonstances ne se reproduisent, lui trouvent une épouse en la personne de Berthe Vilers. Celle-ci est séduite par la capacité de M. Hector à raconter des histoires passionnées, et bien vite il lui propose de participer à une chasse. 
Lors de cette partie, la femme parvient à abattre deux perdrix. M. Hector tombe alors éperdument amoureux de Mme Vilers. Lorsque son ami M. de Courville lui conseille de l'épouser, il prend soudainement peur et déclare qu'il a "une affaire à régler à Paris" avant cela. Il revient plusieurs jours plus tard, déclarant qu'il lui est impossible de l'épouser, et qu'il ne doit donc plus jamais la revoir. 
Trois mois passent, intrigué, son ami le questionne à ce sujet et apprend que M. Hector n'ayant vécu que pour la chasse, il a perdu les rudiments de l'amour physique et n'a pas pratiqué depuis seize années. Il est donc allé à Paris vérifier si tout marchait bien de ce côté. Peine perdue, ces dames ont tout essayé sans succès, il a mangé épicé sans résultat. 
Ne se sentant pas capable de satisfaire sa promise, il craint donc de l'épouser. Courville, hilare, retourne voir sa femme et lui raconte l'histoire, mais celle-ci reste stoïque, elle va rappeler Berthe et déclare que s'il aime sa femme, "cela" reviendra ; à la grande confusion de son mari.

## Éditions
- La Rouille, Maupassant, contes et nouvelles, texte établi et annoté par Louis Forestier, Bibliothèque de la Pléiade, éditions Gallimard, 1974  (ISBN 978 2 07 010805 3).